# Atletica leggera ai Giochi della II Olimpiade - 2500 metri siepi
La gara dei 2500 metri siepi dei Giochi della II Olimpiade si tenne il 15 luglio 1900 a Parigi, in occasione dei secondi Giochi olimpici dell'era moderna.

## Risultati
Il canadese George Orton è presente ai Giochi grazie all'Università di Pennsylvania, di cui è allievo. Specialista del miglio (detiene il record nazionale sulla distanza dal 1892), ha rinunciato ai 1500 metri perché si tengono nello stesso giorno.
Orton trae un insperato vantaggio dalla scelta degli organizzatori di far disputare la gara di domenica, il giorno del riposo. Per protesta, infatti, i forti atleti statunitensi hanno deciso di disertare la gara. 
In finale il gruppo rimane unito per poco tempo: dopo un giro l'austriaco Wraschtil e il tedesco Dühne sono già staccati.
L'inglese Sidney Robinson conduce a lungo la gara, ma sul rettilineo finale Orton, quarto dopo l'ultima barriera, accelera progressivamente e supera, uno dopo l'altro, Robinson, Chastanié e Newton. Sul finale anche Robinson scavalca Chastanié e prevale su Newton di pochi metri, finendo secondo.

Dopo il traguardo sia Orton che Robinson si lasciano cadere a terra esausti.
George Orton è il primo canadese a vincere un oro ai Giochi olimpici in tutti gli sport.

### Finale
Ore 16,50.
| Pos.    | Nazione     | Atleta            | Età | Tempo ufficiale | Tempo stimato              |
| ------- | ----------- | ----------------- | --- | --------------- | -------------------------- |
| Oro     | Canada      | George Orton      | 27  | 7'34"4          |                            |
| Argento | Regno Unito | Sidney Robinson   | 24  |                 | (7'38"8e) a 10 iarde       |
| Bronzo  | Francia     | Jean Chastanié    | 25  |                 | n/d a 50 iarde dal secondo |
| 4       | Stati Uniti | Arthur Newton     | 17  |                 | n/d                        |
| 5       | Austria     | Hermann Wraschtil | 21  |                 | n/d                        |
| 6       | Germania    | Franz Duhne       | 22  |                 | n/d                        |